# August Wilhelm Unzer

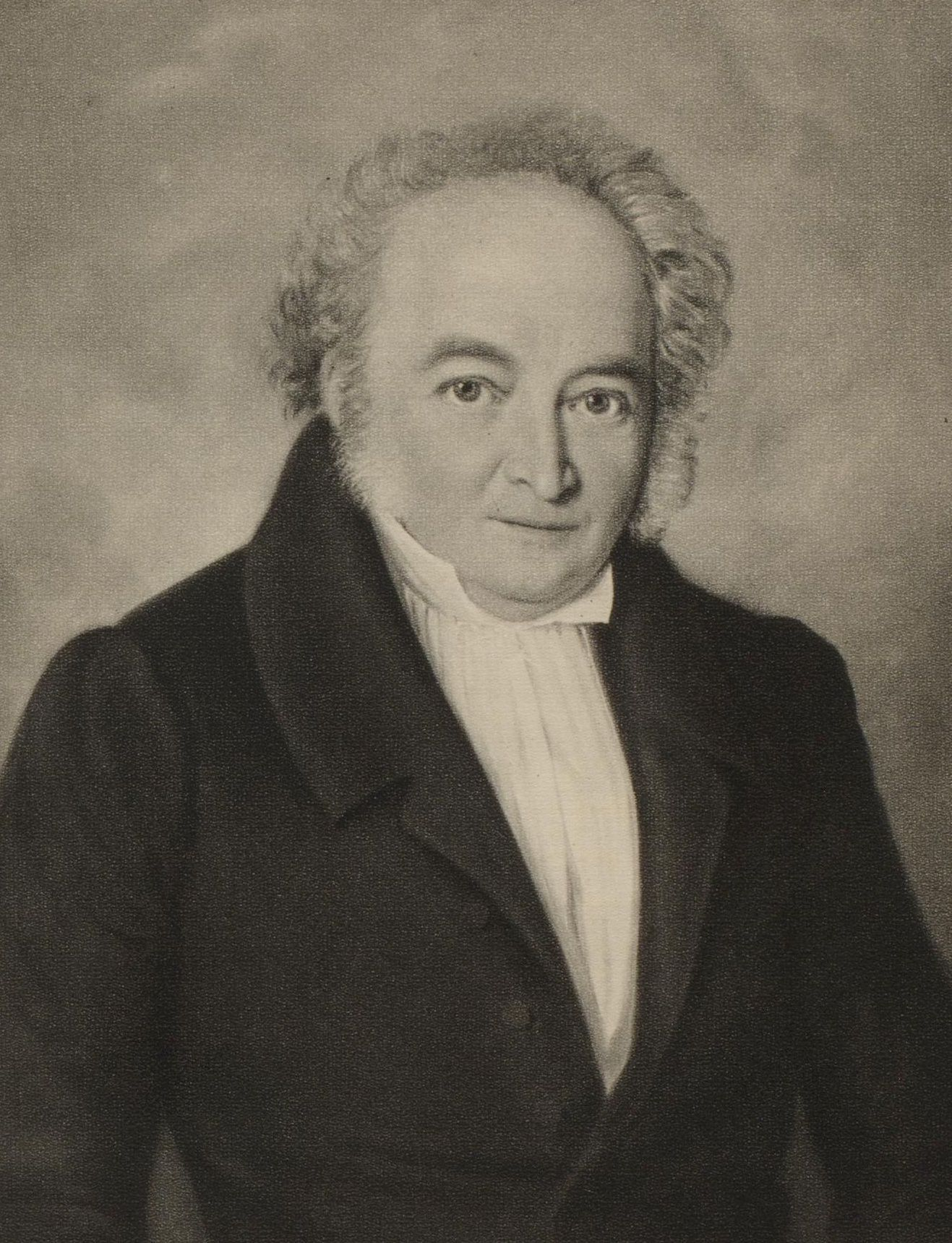
August Wilhelm Unzer, Gemälde von Friedrich Hahn

August Wilhelm Unzer (* 8. Januar 1770 in Chemnitz; † 1. Januar 1847 in Königsberg i. Pr.) war ein deutscher Buchhändler.
Er ist einer der beiden Namensgeber von Gräfe und Unzer, der damals größten Sortimentsbuchhandlung Europas.

## Leben
Der Pfarrersohn Unzer kaufte 1798 die Hartungsche Buchhandlung aus einer Konkursmasse. Er führte sie 10 Jahre lang mit seinem Geschäftspartner Johann Philipp Göbbels gemeinsam und dann allein weiter. 1832 übergab er das Unternehmen an seinen Sohn Johann Otto Unzer und an seinen Schwiegersohn Heinrich Eduard Gräfe. Aus dieser Verbindung resultiert der Name Gräfe und Unzer. Zu den prominentesten Autoren des Verlages gehörten die Philosophen Immanuel Kant, Johann Gottlieb Fichte, Johann Friedrich Herbart und Karl Rosenkranz. Trotz stärkster Konkurrenz blieb Gräfe und Unzer die führende Buchhandlung in Stadt und Provinz. Nach dem Scheitern seines Konkurrenten Johann Jacob Kanter als Drucker, Verleger und Sortimenter erreichte er eine monopolähnliche Stellung. Von 1774 bis 1797 verlegte er 283 Bücher, fast zwölf im Jahr.

„Der freundliche, dicke, kleine Unzer hat nie etwas Beunruhigendes ans Lager genommen oder verlegt. Er konzentrierte sich auf wissenschaftliche Fachbücher und ostpreußische Heimatliteratur.“